# 폴 글리슨
폴 글리슨(Paul Gleason, 1939년 5월 4일 ~ 2006년 5월 27일)은 미국의 배우이다.

## 출연 작품
- 더 패싱 (2009)
- 더 북 오브 케일럽 (2008)
- 어바머너블 (2006)
- 엽기 캠퍼스 (2002)
- 섹스 아카데미 (2001)
- 레드 레터 (2000)
- 기빙 트리 (1999)
- 베스트 오브 더 베스트 4 - 파이널 러쉬 (1998)
- 코드 제로 (1998)
- 머니 토크 (1997)
- 뉴욕 광시곡 (1996)
- 디지털 맨 (1995)
- 스트리트 킥 (1994)
- 사랑하는 녀석들 (1994)
- 프렌즈 (1994)
- 아이 러브 트러블 (1994)
- 머니맨 (1993)
- 코델 3 (1993)
- 폭풍의 라이더 (1993)
- 야생 선인장 (1993)
- 원초적 무기 (1993)
- 마법사 지니 (1992)
- LA 리치 걸 (1991)
- 마이애미 블루스 (1990)
- 나이트 게임 (1989)
- 위조 인생 (1989)
- 나이트메어 비치 (1989)
- 죠니 비 굿 (1988)
- 결혼의 조건 (1988)
- 다이 하드 (1988)
- 홈 프론트 (1987)
- 위험한 게임 (1987)
- 인돌 전쟁 이워크 (1985)
- 아들과 애인 (1985, Challenge of a Lifetime)
- 조찬 클럽 (1985)
- 립타이드 (1984)
- 텐더 머시스 (1983)
- 대역전 (1983)
- 암흑가의 투캅스 (1981)
- 이중 추적 (1981)
- 어둠의 방랑자 (1980)
- 위민 엣 웨스트 포인트 (1979)
- 아이크 (1979)
- 위대한 산티니 (1979)
- 아이크 (1978)
- 불타는 도시 (1976)
- 초인 사베지 (1975)

### 텔레비전
- 도슨의 청춘일기 (1998)
- 달라스 (1978)
- A 특공대 - TV시리즈 (1983)
- 제12순찰대 (1968)